# Langenthal
Langenthal és un municipi del cantó de Berna (Suïssa), situat a l'antic districte d'Aarwangen i n'era la població més gran del districte. Des de 2010 forma part del Districte administratiu d'Oberaargau.

## Fills il·lustres
- Adrian Aeschbacher (1912-2012) pianista.